# Аддак
Аддак (Аттак; лат. Addacus, Attacus; погиб в 418) — царь испанских аланов (до 418 года).

## Биография
Основным нарративным источником об Аддаке и подчинённых ему аланах является хроника епископа Идация. Согласно этому источнику, осенью 409 года в Римскую Испанию вторглось войско варваров, состоявшее из аланов, вандалов и свевов, которое в течение следующих двух лет разоряло здешние земли. Предполагается, что аланов в это время возглавлял царь Респендиал.
В 411 году аланы, вандалы и свевы произвели между собой раздел земель Пиренейского полуострова, неконтролируемых императором Западной Римской империи Гонорием: аланам по жребию достались две римские провинции — Лузитания и Карфагеника, вандалам-силингам — Бетика, вандалам-асдингам — Галлеция. На основании того, что аланы получили больше территорий, чем вандалы и свевы, существует мнение, что они могли доминировать в этом союзе. Неизвестно точно, кто в это время был правителем аланов, так как источники вплоть до 418 года не упоминают имён царей испанских аланов. Предполагается, что власть среди аланов на Пиренейском полуострове или могла быть разделена между Респендиалом и Аддаком (первый мог править аланами в Карфагенике, второй — в Лузитании), или Аддак мог быть преемником Респендиала и управлять всеми аланами. В пользу первой версии говорит сообщение одной из хроник, согласно которому у аланов в Испании было два царя.
Немного позднее аланы и вандалы обратились к императору Гонорию с просьбой принять их в число римских федератов. Однако против этого соглашения выступил военачальник Констанций, которому в 416 году удалось заключить мир с вестготами. Одним из пунктов договора было участие вестготов в военных действиях против врагов Западной Римской империи. В соответствии с условиями соглашения, в этом же году король Валия перешёл Пиренеи и в течение следующих двух лет воевал в Испании. Война завершилась в 418 году полным разгромом лузитанских аланов и вандалов-силингов. По свидетельству Идация, царь первых, Аддак, пал в сражении с вестготами около современного Кадиса, а король вторых, Фридубальд, был пленён. Немногочисленные остатки аланов и силингов бежали в Галлецию, где признали над собой власть короля вандалов-асдингов Гундериха. Неизвестно точно, был ли в это время ещё жив Респендиал: историк Б. Бахрах относит падение власти этого правителя аланов к более позднему времени и связывает это событие с королём вандалов Гундерихом, который таким образом соединил в своих руках единоличную власть как над всеми вандалами, так и над всеми аланами.